# Франц (Брауншвайг-Люнебург)
Вижте пояснителната страница за други личности с името Франц.
Франц (на немски: Franz; * 23 ноември 1508, Уелцен; † 23 ноември 1549, Гифхорн) от род Велфи (Среднен Дом Люнебург), е херцог на Брауншвайг-Люнебург, княз на Люнебург от 1536 до 1539 г. и от 1539 до смъртта си 1549 г. херцог на Гифхорн.

## Биография
Той е най-малкият син на Хайнрих I Средния (1468 – 1532) и първата му съпруга Маргарета Саксонска (1469 – 1528), дъщеря на курфюрст Ернст от Саксония от род Ветини.
По планове на баща му Франц трябва да стане епископ на Хилдесхайм. През 1521 г. баща му трябва да отиде в изгнание при френския крал в Париж и неговите по-големи братя Ото и Ернст управляват от Целе финансово задълженото херцогство. Те изпращат малолетния им 16-годишен брат Франц да следва в университет Витенберг. Когото през 1526 г. той става пълнолетен, живее следващите десет години в двора на Курфюрство Саксония. Едва през 1536 г. по-големият му брат Ернст го извиква обратно в Целе.
Франц управлява три години заедно с брат си Ернст I и не показва интерес. Той изисква свое херцогство и поделяне на страната. През 1539 г. получава службите Гифхорн, Фалерслебен и манастир Изенхаген при Ханкенсбютел. Тези собствености образуват новото Херцогство Гифхорн, което Франц управлява 10 години от 1539 г. до смъртта си 1549 г. Той престроява дворец дворец Гифхорн за своя резиденция и дворец Фалерслебен и води луксозен дворцов живот.
Франц участва през 1542 г. в Турската война. Той е привърженик на идеите на Мартин Лутер и участва през 1546 г. в Шмалкалденската война. В територията Гифхорн той въвежда реформацията.
Херцог Франц се жени на 29 септември 1547 г. в дворец Нойхауз за Клара фон Саксония-Лауенбург (* 13 декември 1518, Лауенбург; † 27 март 1576, Барт, Померания), дъщеря на херцог Магнус I от Херцогство Саксония-Лауенбург (1470 – 1543) и на Катарина (1488 – 1563), дъщеря на херцог Хайнрих I от Брауншвайг-Волфенбютел. Бракът трае само три години, понеже Франц умира през 1549 г. от инфекция на рана на 41-вия си рожден ден. Погребан е в капелата на дворец Гифхорн. Понеже има само две дъщери Херцогство Гифхорн отива обратно към фамилията от Целе в Княжество Люнебург. Съпругата му херцогиня Клара получава като вдовица дворец Фалерслебен, където се ангажира за селището.
На него е наречен град Францбург в окръг Предна Померания-Рюген от неговия зет херцог Богислав XIII от Померания.
- Дървена фигура на херцог Франц, на саркофага му в дворцовата капела Гифхорн
- Съпругата му Клара в дворцовата капела Гифхорн, гробът ѝ е празен

## Деца
Франц и Клара имат децата:
- Катерина (* 1548, † 10 декември 1565)

⚭ Хайнрих VI, бургграф фон Майсен (1536 – 1572)
- Клара (* 1 януари 1550, † 26 януари 1598)

⚭ 1.: Бернхард VII, княз фон Анхалт-Десау (1540 – 1570)
⚭ 2.: Богислав XIII, херцог фон Померания (1544 – 1606)